# Ragnar Sunnqvist

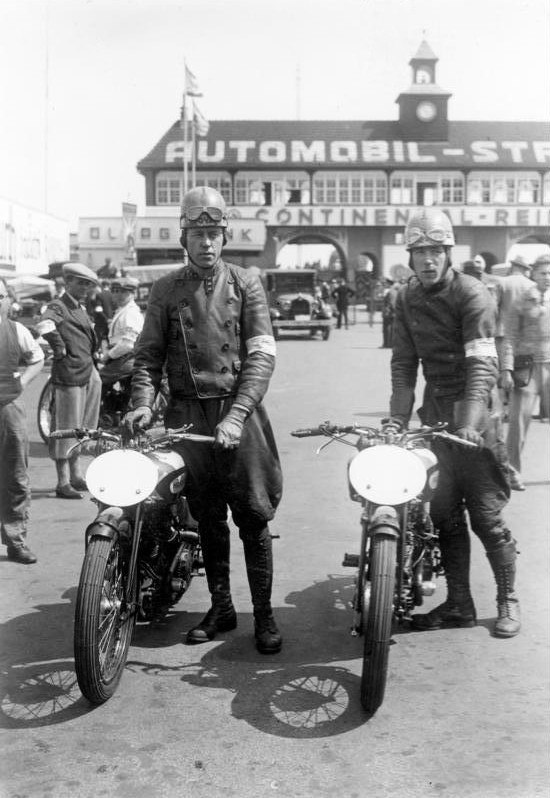
Ragnar Sunnqvist (r.) mit seinem Husqvarna-Teamkollegen Gunnar Kalén 1933 auf der Berliner AVUS.

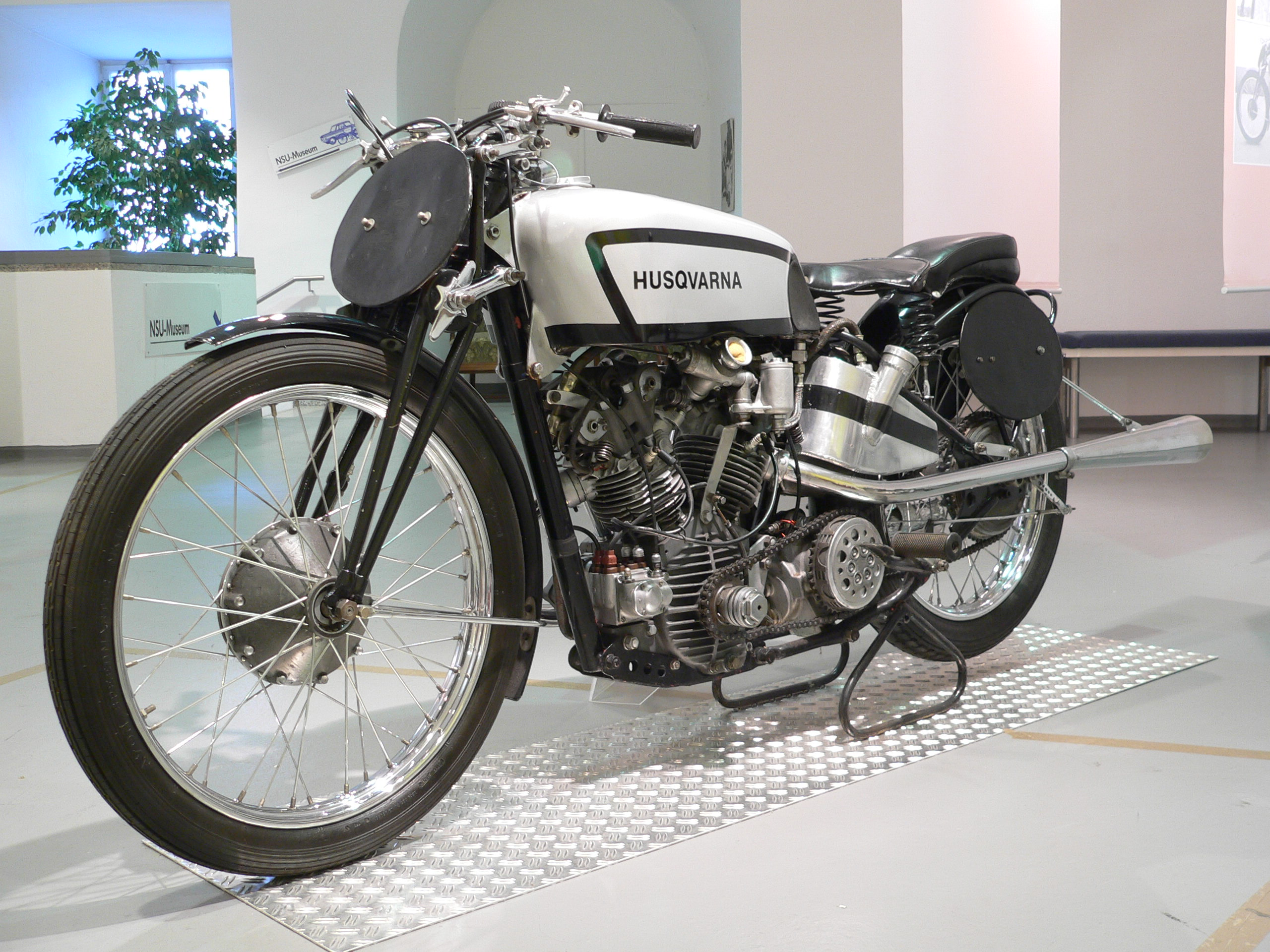
Eine Husqvarna 500 wie sie auch von Sunnqvist pilotiert wurde im Zweirad-Museum Neckarsulm.

Ragnar „Ragge“ Sunnqvist (* 11. August 1908; † 17. November 1954) war ein schwedischer Motorradrennfahrer.

## Karriere
Sunnqvist startete lange Jahre für Husqvarna, wo er meist zusammen mit Gunnar Kalén das Werksteam bildete. Neben seiner Rennfahrertätigkeit war er beim schwedischen Hersteller auch Testfahrer und für die Erprobung der Straßenmaschinen zuständig.
Im Jahr 1932 gewann Ragnar Sunnqvist den Großen Preis von Finnland in der 350-cm³-Klasse sowie den Grand Prix von Schweden in der 500er-Kategorie. 1933 siegte er bei der Schwedischen TT in Hedemora in der Halbliterklasse. 1934 siegte Ragnar Sunnqvist auf der nur 127 kg schweren, von Folke Mannerstedt entwickelten Husqvarna 500 erneut seinen Heim-Grand-Prix in Saxtorp. 1935 gewann der Schwede den Halbliterlauf beim AVUS-Rennen in Berlin.
In der Saison 1936 war Sunnqvist bei den 500-cm³-Läufen um den 16ème Grand Prix de l’UMF in Saint-Gaudens und um den 3. Großen Preis von Italien in Monza. Bei der Isle of Man TT, an der er in diesem Jahr zum einzigen Mal in seiner Laufbahn teilnahm, wurde er 17. im Junior-Rennen (350-cm³-Klasse) und schied im Senior-Rennen (500-cm³-Klasse) aus.
Auch nach dem Zweiten Weltkrieg bestritt Ragnar Sunnqvist auf Husqvarna noch Motorradrennen.
Ragnar Sunnqvist starb am 17. November 1954. Sein Grab befindet sich auf dem Skogskyrkogården im Stockholmer Stadtbezirk Enskede.

## Rennsiege
| Jahr | Klasse  | Maschine  | Rennen                    | Strecke              |
| ---- | ------- | --------- | ------------------------- | -------------------- |
| 1932 | 350 cm³ | Husqvarna | Großer Preis von Finnland | Helsinki             |
| 1932 | 500 cm³ | Husqvarna | Großer Preis von Schweden | Saxtorp              |
| 1933 | 500 cm³ | Husqvarna | Schwedische TT            | Hedemora TT Circuit  |
| 1934 | 500 cm³ | Husqvarna | Großer Preis von Schweden | Saxtorp              |
| 1935 | 500 cm³ | Husqvarna | AVUS-Rennen               | AVUS                 |
| 1936 | 500 cm³ | Husqvarna | Großer Preis der U.M.F.   | Circuit du Comminges |
| 1936 | 500 cm³ | Husqvarna | Großer Preis von Italien  | Monza                |

## Verweise